# 30 يوم في السجن (فلم)
30 يوم في السجن هو فيلم كوميدي مصري عرض عام 1966، بطولة فريد شوقي وأبو بكر عزت ومحمد رضا وثلاثي أضواء المسرح سمير غانم وجورج سيدهم والضيف أحمد ومن إخراج نيازي مصطفى.

## قصة الفيلم
يعمل أمشير فتوة في الكباريه الذي يمتلكه صديقه الثري مدحت. يحكم على مدحت بالسجن شهرًا بعد إصابته لأحد الأشخاص. يدخل أمشير بدلا منه ليقضي مدة العقوبة. يتودد مدحت لأزهار. تكتشف خطيبته سهير نزواته وتتوالى الأحداث الكوميدية.

## طاقم التمثيل
- فريد شوقي: (أمشير)
- أبو بكر عزت: (مدحت الشماشيرى)
- نوال أبو الفتوح: (أزهار)
- محمد رضا: (جنجل أبو شفطورة)
- مديحة كامل: (سهير)
- ميمي شكيب: (والدة سهير)
- ثلاثي أضواء المسرح
  - سمير غانم
  - جورج سيدهم
  - الضيف أحمد
- حسن حامد: (ابن النجعاوي)
- سمير صبري
- سهير الباروني
- عبد الغني قمر
- إبراهيم زادة
- عبد الغني النجدي
- إبراهيم سعفان
- إسكندر منسي
- سمير ولي الدين
- فاروق السيد
- رضوان حافظ
- محمود أبو زيد: (ضابط الشرطة)
- مختار السيد
- محمود رشاد
- علي مصطفى
- نصر سيف
- زكريا موافي
- مطاوع عويس

## فريق العمل
- إخراج: نيازي مصطفى
- قصة: نجيب الريحاني، بديع خيري
- سيناريو: عبد الحي أديب، نيازي مصطفى
- حوار: بهجت قمر
- إنتاج: أفلام إيهاب الليثي
- مدير الإنتاج: سعد شنب
- توزيع: أفلام إيهاب الليثي
- مونتاج: عبد العزيز فخري، جلال مصطفى
- مدير التصوير: وديد سري

## الأغاني والاستعراضات
- تأليف: حسين السيد
- ألحان وأداء: ثلاثي أضواء المسرح

## وصلات خارجية
- مقالات تستعمل روابط فنية بلا صلة مع ويكي بيانات